# Восьмий договір
Восьмий договір — угода, укладена 21 червня 1899 року між королевою Вікторією та корінними народами Канади району Малого Невільничого озера.

## Передумови
У середині 1890-х років внаслідок Клондайкської золотої лихоманки чимало європейців пішли на ще неосвоєну ними територію в пошуках золота. В ході походів на північ виникали конфлікти між європейцями та корінним населенням Канади. Це спонукало уряд Канади укласти із корінними народами, що проживали в районі Малого Невільничого озера, угоду. Такою угодою став Восьмий договір.

## Договір

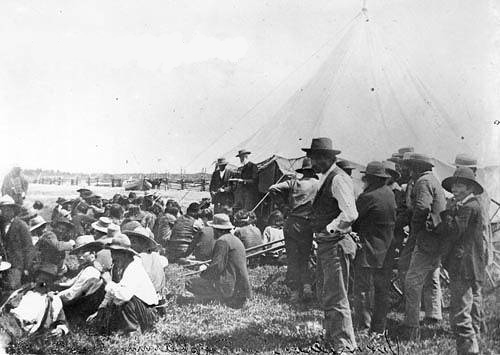
Девід Лерд пояснює умови Восьмого договору

Договір охоплює значну територію — понад 840 000 км². Це територія північної Альберти, північний схід Британської Колумбії, північний захід Саскачевану та південь Північно-Західних територій.
Канадські чиновники просили Альберта Лакомба, довіреного католицького місіонера, переконати корінне населення в тому, що укладання договору саме в їх інтересах. Лакомбу вдалося запевнити їх, що їхнє життя залишиться більш-менш незмінним. В пунктах Восьмого договору йшлося про положення щодо підтримання засобів до існування корінного населення в цьому регіоні, такі як права на землю, поточна фінансова підтримка, щорічні поставки мисливських запасів та права на полювання на переданих землях, якщо ці передані землі використовувались для ведення лісового господарства, видобутку корисних копалин, поселення чи інших цілей.
Договір підписано 21 червня 1899 року. Одними з перших індіанських народів, що підписали Восьмий договір, були Дане-заа та Чіпеваян. 